# Mende
För andra betydelser, se Mende (olika betydelser).
Mende är ett folkslag (omkring 1,2 miljoner)[när?] som främst lever i Sierra Leone och Liberia. Folkgruppen talar mandespråk. Mendefolket utgör majoriteten i Sierra Leone.
Deras muntliga tradition antyder att de invandrade till området från Sudan mellan 100-talet och 1500-talet. Sedan urminnes tider odlar de afrikanskt ris och flera andra grödor och tillämpar växelbruk för att skydda marken från utarmning.
Mendefolket är även kända för sina täljstensskulpturer med stora läppar, breda näsor och utstående ögon som ger dem deras dova, urmodiga karaktär. Deras berömda hjälmmasker används i de hemliga sällskap, poro och bundu, som styr den religiösa och sociala vardagen för de mende som inte konverterat till Islam (ca 30 %) eller kristendomen (ca 15 %).